# Willem II in het seizoen 1966/67
Het seizoen 1966/1967 was het 13e jaar in het bestaan van de Tilburgse betaaldvoetbalclub Willem II. De club kwam uit in de Nederlandse Eredivisie en eindigde daarin op de 18e plaats, dit betekende dat de club rechtstreeks degradeerde naar de Eerste divisie. Tevens deed de club mee aan het toernooi om de KNVB Beker, hierin werd in de eerste ronde, na strafschoppen, verloren van Elinkwijk (0–0).

## Wedstrijdstatistieken

### Eredivisie
|       | ADO   | Ajax  | DOS   | DWS   | Elinkwijk | Feijenoord | Fortuna '54 | Go Ahead | GVAV  | MVV   | NAC   | PSV   | Sittardia | Sparta | Telstar | FC Twente '65 | Xerxes |
| ----- | ----- | ----- | ----- | ----- | --------- | ---------- | ----------- | -------- | ----- | ----- | ----- | ----- | --------- | ------ | ------- | ------------- | ------ |
| Thuis | 0 – 0 | 0 – 4 | 2 – 2 | 1 – 3 | 0 – 2     | 0 – 3      | 2 – 1       | 0 – 3    | 0 – 2 | 1 – 1 | 0 – 0 | 3 – 4 | 0 – 1     | 0 – 3  | 5 – 2   | 0 – 2         | 1 – 1  |
| Uit   | 6 – 1 | 4 – 0 | 4 – 0 | 3 – 1 | 2 – 1     | 5 – 1      | 1 – 1       | 2 – 0    | 3 – 0 | 2 – 2 | 1 – 0 | 4 – 1 | 1 – 1     | 2 – 0  | 3 – 1   | 1 – 1         | 2 – 1  |

### KNVB beker
| 1e ronde                                            | Willem II | 0 – 0 Na strafschoppen | Elinkwijk |
| 2 april 1967 Plaats: Tilburg Gemeentelijk Sportpark |           |                        |           |

## Statistieken Willem II 1966/1967

### Eindstand Willem II in de Nederlandse Eredivisie 1966 / 1967
| Stand | Gespeeld | Gewonnen | Gelijk | Verloren | Punten | Doelpunten voor | Doelpunten tegen |
| ----- | -------- | -------- | ------ | -------- | ------ | --------------- | ---------------- |
| 18e   | 34       | 2        | 9      | 23       | 13     | 27              | 80               |

### Topscorers
| #      | Naam                 | Goal |
| ------ | -------------------- | ---- |
| 1.     | Piet Timmermans      | 9    |
| 2.     | Willy Senders        | 6    |
| 3.     | Rini Mettes          | 5    |
| 4.     | Frie Nouwens         | 2    |
| 4.     | Toon van Orsouw      | 2    |
| 6.     | Bertus van den Oever | 1    |
| 6.     | Nico van Turnhout    | 1    |
| 6.     | Arnaud Wijnen        | 1    |
| Totaal | Totaal               | 27   |

| #      | Naam        | Goal |
| ------ | ----------- | ---- |
| –      | Geen speler | 0    |
| Totaal | Totaal      | 0    |